# Categoría Primera B 2010
Die Categoría Primera B 2010, nach einem Sponsor Torneo Postobón benannt, war die einundzwanzigste Spielzeit der zweiten kolumbianischen Spielklasse im Fußball der Herren, die aus einer Ligaphase und einer Finalrunde bestand. Sie begann am 6. Februar 2010 und endete am 15. Dezember. Vorjahresmeister war Cortuluá. Absteiger aus der ersten Liga war Deportivo Pasto.
Meister wurde Itagüí Ditaires, das damit in die erste Liga aufsteigen konnte. Der Vizemeister Deportivo Pasto verlor in der Relegation gegen Envigado FC.

## Modus
Zunächst spielten alle 18 Mannschaften im Ligamodus zweimal gegeneinander, zusätzlich gab es zwei Spieltage mit Clásicos, an dem Spiele mit Derby-Charakter ausgetragen wurden. Die ersten acht Mannschaften qualifizierten sich für die Finalrunde, die aus zwei Gruppen mit jeweils vier Mannschaften bestand.
Die beiden Gruppensieger spielten einen Meister aus, der direkt aufstieg. Der Vizemeister spielte eine Relegation gegen den Vorletzten der ersten Liga. Absteiger aus der zweiten Liga gab es nicht.

## Teilnehmer
Die folgenden Vereine nahmen an der Spielzeit 2010 teil. Deportes Palmira zog nach Buenaventura um und änderte seinen Namen in Pacífico FC. Atlético Juventud Soacha zog von Soacha nach Girardot und wurde in Atlético Juventud Girardot umbenannt.
| Mannschaft              | Stadt           | Stadion                   | Kapazität |
| ----------------------- | --------------- | ------------------------- | --------- |
| Academia FC             | Bogotá          | Compensar                 | 4.500     |
| Alianza Petrolera       | Barrancabermeja | Daniel Villa Zapata       | 8.000     |
| Atlético Bucaramanga    | Bucaramanga     | Alfonso López             | 28.000    |
| Atlético de la Sabana   | Sincelejo       | Arturo Cumplido Sierra    | 5.000     |
| Barranquilla FC         | Barranquilla    | Romelio Martínez          | 20.000    |
| Bogotá FC               | Bogotá          | Alfonso López Pumarejo    | 15.000    |
| Centauros Villavicencio | Villavicencio   | Manuel Calle Lombana      | 15.000    |
| Dépor Aguablanca        | Cali            | Olímpico Pascual Guerrero | 45.195    |
| Deportivo Pasto         | Pasto           | Departamental Libertad    | 20.665    |
| Deportivo Rionegro      | Rionegro        | Alberto Grisales          | 9.000     |
| Expreso Rojo            | Zipaquirá       | Municipal Los Zipas       | 2.000     |
| Itagüí Ditaires         | Itagüí          | Ciudad de Itagüí          | 12.000    |
| Juventud Girardot       | Girardot        | Luis Antonio Duque        | 15.000    |
| Pacífico FC             | Buenaventura    | Polideportivo El Cristal  | 2.000     |
| Patriotas               | Tunja           | La Independencia          | 20.000    |
| Real Santander          | Bucaramanga     | Alfonso López             | 28.000    |
| Unión Magdalena         | Santa Marta     | Eduardo Santos            | 23.000    |
| Valledupar FC           | Valledupar      | Armando Maestre Pavajeau  | 10.000    |

## Ligaphase

### Tabelle
| Pl. | Verein                  | Sp. | S  | U  | N  | Tore    | Diff. | Punkte |
| --- | ----------------------- | --- | -- | -- | -- | ------- | ----- | ------ |
| 1.  | Itagüí Ditaires         | 36  | 21 | 8  | 7  | 061:330 | +28   | 71     |
| 2.  | Deportivo Pasto (A)     | 36  | 21 | 5  | 10 | 045:300 | +15   | 68     |
| 3.  | Deportivo Rionegro      | 36  | 17 | 11 | 8  | 059:370 | +22   | 62     |
| 4.  | Patriotas               | 36  | 17 | 10 | 9  | 058:360 | +22   | 61     |
| 5.  | Unión Magdalena         | 36  | 18 | 5  | 13 | 046:380 | +8    | 59     |
| 6.  | Bogotá FC               | 36  | 15 | 10 | 11 | 048:300 | +18   | 55     |
| 7.  | Real Santander          | 36  | 13 | 14 | 9  | 050:410 | +9    | 53     |
| 8.  | Atlético Bucaramanga    | 36  | 14 | 11 | 11 | 044:400 | +4    | 53     |
| 9.  | Pacífico FC             | 36  | 11 | 14 | 11 | 039:360 | +3    | 47     |
| 10. | Expreso Rojo            | 36  | 11 | 12 | 13 | 035:390 | −4    | 45     |
| 11. | Atlético de la Sabana   | 36  | 10 | 14 | 12 | 033:450 | −12   | 44     |
| 12. | Centauros Villavicencio | 36  | 10 | 13 | 13 | 045:510 | −6    | 43     |
| 13. | Academia FC             | 36  | 13 | 4  | 19 | 043:540 | −11   | 43     |
| 14. | Alianza Petrolera       | 36  | 8  | 13 | 15 | 036:510 | −15   | 37     |
| 15. | Valledupar FC           | 36  | 9  | 10 | 17 | 031:510 | −20   | 37     |
| 16. | Dépor FC                | 36  | 9  | 8  | 19 | 045:580 | −13   | 35     |
| 17. | Juventud Girardot       | 36  | 9  | 8  | 19 | 043:710 | −28   | 35     |
| 18. | Barranquilla FC         | 36  | 7  | 12 | 17 | 024:450 | −21   | 33     |

| (A) | Absteiger aus der Categoría Primera A: Deportivo Pasto |

## Halbfinal-Phase

### Gruppe A
| Pl. | Verein             | Sp. | S | U | N | Tore    | Diff. | Punkte |
| --- | ------------------ | --- | - | - | - | ------- | ----- | ------ |
| 1.  | Itagüí Ditaires    | 6   | 5 | 0 | 1 | 013:300 | +10   | 15     |
| 2.  | Unión Magdalena    | 6   | 3 | 1 | 2 | 007:700 | ±0    | 10     |
| 3.  | Real Santander     | 6   | 2 | 1 | 3 | 007:800 | −1    | 07     |
| 4.  | Deportivo Rionegro | 6   | 1 | 0 | 5 | 003:110 | −8    | 03     |

### Gruppe B
| Pl. | Verein               | Sp. | S | U | N | Tore    | Diff. | Punkte |
| --- | -------------------- | --- | - | - | - | ------- | ----- | ------ |
| 1.  | Deportivo Pasto      | 6   | 4 | 1 | 1 | 012:900 | +3    | 13     |
| 2.  | Bogotá FC            | 6   | 3 | 2 | 1 | 012:900 | +3    | 11     |
| 3.  | Patriotas            | 6   | 3 | 1 | 2 | 009:800 | +1    | 10     |
| 4.  | Atlético Bucaramanga | 6   | 0 | 0 | 6 | 006:130 | −7    | 0      |

## Finale
| Datum                                                                        |                 | Ergebnis  |                 | Ort    |
| ---------------------------------------------------------------------------- | --------------- | --------- | --------------- | ------ |
| 05.12.2010                                                                   | Deportivo Pasto | 1:1 (0:0) | Itagüí Ditaires | Pasto  |
| 08.12.2010                                                                   | Itagüí Ditaires | 2:1 (0:0) | Deportivo Pasto | Itagüí |
| Gesamt:                                                                      | Deportivo Pasto | 2:3       | Itagüí Ditaires |        |
| damit wurde Itagüí Ditaires Meister und stieg in die Categoría Primera A auf |                 |           |                 |        |

## Torschützenliste
Bei gleicher Anzahl von Treffern sind die Spieler alphabetisch geordnet.
| Pl. | Spieler           | Mannschaft              | Tore |
| --- | ----------------- | ----------------------- | ---- |
| 1.  | Álvaro Barros     | Academia FC             | 21   |
| 2.  | Luis Páez         | Itagüí Ditaires         | 20   |
| 3.  | Jorge Aguirre     | Itagüí Ditaires         | 17   |
| 4.  | Célimo Polo       | Centauros Villavicencio | 16   |
| 5.  | Wilberto Cosme    | Bogotá FC               | 15   |
| 6.  | Oscar Iván Méndez | Bogotá FC               | 14   |
| 7.  | Erwin Carrillo    | Patriotas               | 13   |
| 7.  | Santiago Silvera  | Unión Magdalena         | 13   |

## Relegation
| Datum |                 | Ergebnis  |                 | Ort      |
| --- | --------------- | --------- | --------------- | -------- |
| 11.12.2010 | Deportivo Pasto | 0:1 (0:0) | Envigado FC     | Pasto    |
| 14.12.2010 | Envigado FC     | 2:0 (0:0) | Deportivo Pasto | Envigado |
| Gesamt: | Deportivo Pasto | 0:3       | Envigado FC     |          |
| damit konnte Deportivo Pasto nicht in die Categoría Primera A aufsteigen und Envigado FC blieb in der ersten Liga |                 |           |                 |          |